# Adda de Bernícia
Adda de Bernícia és el tercer rei conegut de Bernícia, probablement el cinquè en realitat. Fou fill d'Ida i governà entre els anys 560 i 568, succeint a Glappa després de la seva mort.
Tradicionalment s'identifica Adda amb el líder de l'exèrcit anglosaxó que derrotà els reis britons Peredur i Gwrgi d'Ebrauc en la batalla de Caer Greu, que segons els Annales Cambriae tingué lloc l'any 580. Tanmateix, tan sols són especulacions i no hi ha res clar degut a una forta contradicció entre les diferents fonts documentals.
D'una banda, les Tríades Gal·leses identifiquen el líder de l'exèrcit amb Ida, però Ida morí l'any 559, més de vint anys abans de la batalla. L'únic descendent d'Ida amb un nom similar fou Adda, i la menció d'Ida podria passar com un error.
D'altra banda, però, a la Historia Brittonum és escrit que Adda tan sols governà vuit anys.
S'especula també que el líder de l'exèrcit anglosaxó hauria pogut ser Ælla de Deira, però l'aliança britana que es formà després de la derrota atacà Bernícia més que no pas Deira, el que indica que l'exèrcit hauria hagut de procedir d'aquest primer regne.
Majoritàriament, però, s'accepta com a vàlida la dada proporcionada per la Historia Brittonum.
Res més se sap amb seguretat sobre la vida o el regnat d'Adda.